# Дункан, Дейв
Дэвид Джон Дункан (англ. David John Duncan; 30 июня 1933 — 29 октября 2018) — канадский писатель фэнтэзи.
Родился в 1933 году в Шотландии, учился в средней школе Данди и в Сент-Эндрюсском университете. После получения высшего образования в 1955 году переехал в Канаду, где жил в Калгари, провинция Альберта. В настоящее время живет на Ванкуверском Острове в Виктории, Британская Колумбия.
Начал писать фантастические романы в 1984 году. Его первая книга, «Розово-красный город», была издана в 1986-м, когда после трёх десятилетий работы в нефтяной компании он полностью посвятил себя написанию книг. Издавался под псевдонимом Ken Hood, также использовал женский псевдоним Sarah B. Franklin.
Женат, имеет сына, двух дочерей и четырёх внуков.

### Серии
Большая игра:
- Прошедшее повелительное
- Настоящее напряженное
- Будущее неопределенное

Додек:
- Дети Хаоса
- Мать Лжи

Королевские Клинки:
- Золоченая цепь
- Властелин Огненных Земель
- Небосвод мечей

Королевские Клинки (Хроники Королевских Клинков):
- Утраченный идеал

Лонг Дирк:
- Меч демона

Омар, Меняла Историй:
- Разбойничья дорога
- Приют охотника

Седьмой Меч:
- Воин поневоле
- Обретение мудрости
- Предназначение
- Смерть Ннанджи

Хроники Пандемии:
- Волшебное окно
- Таинственные земли
- Грозные моря
- Император и шут

Хроники Пандемии (Избранники):
- Разящий клинок
- Изгои
- Поле брани
- Живое божество

Вне серий:
- Меченые Проклятием
- Красно-розовый город
- Тень
- Герой!
- Струны